# 法维耶尔 (索姆省)
法维耶尔（法語：Favières，法語發音：[favjɛʁ] ⓘ）是法国上法蘭西大區索姆省的一个市镇，属于阿布维尔区。

## 地理
法维耶尔（50°14'18"N, 1°39'49"E）面积12.62 平方千米，位于法国上法蘭西大區索姆省，该省份为法国北部沿海省份，北起加来海峡省和北部省，西接滨海塞纳省和大西洋英吉利海峡，南至瓦兹省，东临埃纳省。
与法维耶尔接壤的市镇（或旧市镇、城区）包括：勒克罗图瓦、福雷蒙捷、蓬图瓦勒、吕镇。

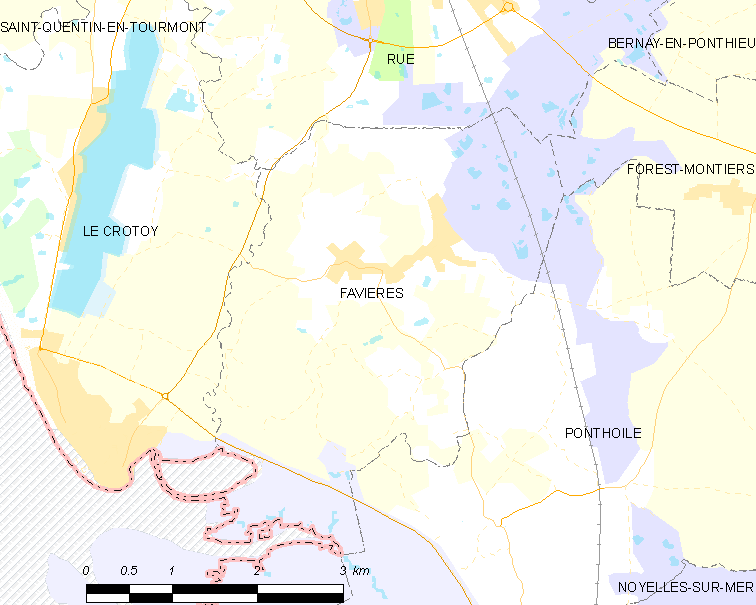
的OSM定位图

法维耶尔的时区为UTC+01:00、UTC+02:00（夏令时）。

## 行政
法维耶尔的邮政编码为80120，INSEE市镇编码为80303。

## 政治
法维耶尔所属的省级选区为吕镇县。

## 人口

1962-2008年间人口变化图示

法维耶尔于2022年1月1日时的人口数量为454人。